# Книппер, Андрей Львович
Андрей Львович Кни́ппер (24 февраля 1931, Москва — 9 сентября 2010, Москва) — советский и российский геолог, академик РАН (с 1992), директор Геологического института АН СССР/РАН (1989—1994). Лауреат Государственной премии Российской Федерации в области науки и техники (1995) за цикл работ «Тектоническая расслоенность литосферы и региональные геологические исследования».

## Биография
Родился 24 февраля 1931 года в семье композитора Льва Книппера и архитектора Любови Сергеевны Залесской. Был внучатым племянником известной актрисы О. Л. Книппер-Чеховой.
В 1952 году во время обучения на Геологическом факультете МГУ участвовал в экспедиции в Казахстан.
В 1954 году пришёл на работу в Геологический институт АН СССР, в котором прошёл путь от простого научного сотрудника до директора института.
Начал исследования в области геологии и геодинамики. Им было изучено строение Байконуровского синклинория — одного из крупных элементов Улутавской складчатой системы. Андрей Львович одним из первых в нашей стране пришел к выводу об океанической природе офиолитовых ассоциаций Альпийской зоны. Этот цикл работ и содержавшиеся в них новаторские обобщения оказали большое влияние на теорию и практику геологических исследований в нашей стране, найдя одновременно широкий положительный резонанс и за рубежом. Выводы Андрея Львовича стали повсеместно использоваться при интерпретации геологической структуры покровно-складчатых сооружений, в разработках методики их картирования и при анализе структурной приуроченности полезных ископаемых в аллохтонных комплексах пород.
В 1960—1980 годы работал на Малом Кавказе, Кубе, Сирии, Полярном Урале, хребте Черского, Западном и Восточном Саяне и в Крыму, исследуя строение и историю развития складчатых сооружений. Эти работы оказали большое влияние на развитие геологических исследований в Советском Союзе, особенно в области интерпретации геологической структуры многих покровно-складчатых сооружений, методики их картирования и структурной приуроченности полезных ископаемых.
Успех имела Международная геологическая экскурсия на Кавказе в 1973 году в составе известных ученых Европы и Америки, а также ведущих геологов из разных регионов СССР. Ученые мира «экзаменовали» тектонические карты и модели, созданные под руководством академика Книппера. Представленные Книппером и его сотрудниками новые данные стали переломным моментом в утверждении мобилизма в СССР.
Он один из активных создателей Межведомственного Тектонического комитета. По его инициативе была создана программа научного сотрудничества Академий наук социалистических стран в области геологии.
Основные научные работы были посвящены тектонике, истории развития и палинспастике Альпийской складчатой области.
Большое научное значение имеет атлас палинспастических карт Тетиса (1985), созданный при активном участии Книппера, иллюстрирующий структурно-тектоническую эволюцию этого палеоокеана от ранней юры до современности.
Скончался 9 сентября 2010 года в Москве, похоронен на Троекуровском кладбище.